# Bretelle (transport)
Pour les articles homonymes, voir bretelle.

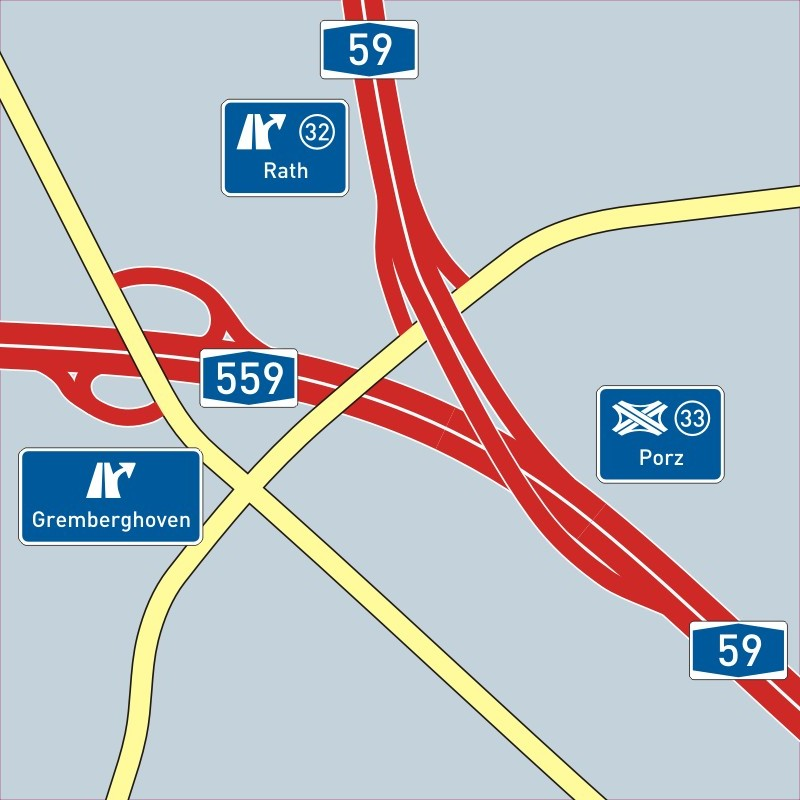
Une bretelle de l'échangeur de Porz (Allemagne).

Une bretelle est, en conception routière, une chaussée qui relie deux routes sur des niveaux différents ou deux routes parallèles et par laquelle les véhicules peuvent entrer sur une chaussée déterminée ou la quitter. Ceci peut être par exemple la connexion d'un échangeur.
En Belgique, une bretelle (en néerlandais : lus ; en allemand : Autobahngabelung) a un sens légèrement différent. Une bretelle est un court morceau de route qui relie une autoroute importante et une autre route ou le centre d'une ville.
Une bretelle d'autoroute désigne spécifiquement une connexion d'un échangeur autoroutier, c'est-à-dire une route qui relie une autoroute à une autre route, laquelle peut être elle-même une autoroute.

## Typologie en conception routière

### Boucle

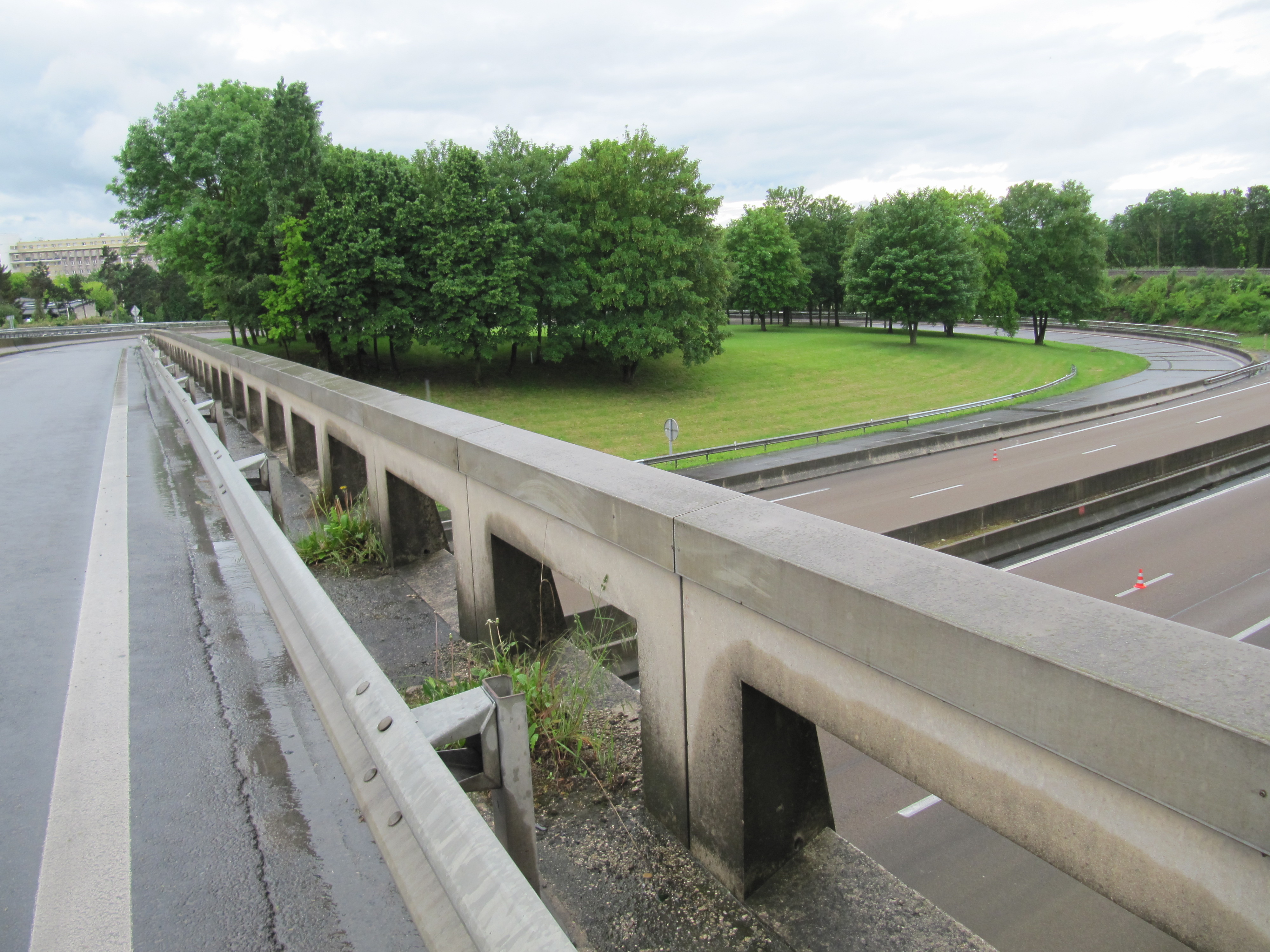
Une boucle tourne à droite de 270°, soit trois quarts de tour à droite

La boucle est une bretelle permettant à la circulation d'effectuer un échange tourne-à-gauche entre deux chaussées principales, la manœuvre consistant à quitter la première chaussée par la droite, exécuter une rotation de 270° et pénétrer par la droite sur la seconde chaussée.

### Bretelle diagonale
Une bretelle diagonale est une bretelle permettant à la circulation d'effectuer un échange tourne-à-droite entre deux chaussées principales dont le croisement s'effectue à niveaux séparés.

### Bretelle directe
Une bretelle directe est une bretelle dont le tracé correspond sensiblement au mouvement que désire effectuer le conducteur. Un niveau supplémentaire permet d'éviter la boucle intérieure utilisée pour les tourne-à-gauche. Une bretelle diagonale est une bretelle directe pour les mouvements de sortie vers la droite.

### Extrémité de bretelle
L’extrémité de bretelle est l’ensemble de la surface de raccordement d'une bretelle à une route. Les bretelles ont des extrémités d'entrée et de sortie. Une entrée correspond à une convergence de courants ; une sortie à une divergence de courants.

## Bretelles de Belgique
Les bretelles ont un classement spécial B-numéro (B pour bretelle). La bretelle peut être une route normale, une voie express ou une autoroute.

### Sécurité des bretelles belges
« Un accident mortel sur dix (10 %) s’est produit dans une bretelle d’accès ou de sortie et 1 accident mortel sur 5 (20%) à proximité. Au total, près d’un accident sur trois (30 %) a eu lieu dans ou à proximité d’une bretelle d’accès ou de sortie. Le risque d’accident y est donc très élevé. 5 % des accidents ont par ailleurs eu lieu dans un échangeur. »

— vias.

## Bretelles de France
Les 4 969,7 km de bretelles du réseau routier national de France peuvent connecter différents types de routes.
| Classes fonctionnelles des sections du réseau routier national. | Longueur Bretelles (mètres) | Longueur (mètres) | Ratio (%) |
| --------------------------------------------------------------- | --------------------------- | ----------------- | --------- |
| Autoroute                                                       | 3 284 127                   | 11 660 218        | 28,2      |
| Route nationale                                                 | 1 685 537                   | 9 167 151         | 18,4      |
| Piste                                                           |                             | 14 632            |           |
| Route portuaire                                                 |                             | 9 773             |           |

| Classes fonctionnelles des sections du réseau routier national. | Longueur des bretelles (mètres) | Longueur (mètres) | Ratio (%) |
| --------------------------------------------------------------- | ------------------------------- | ----------------- | --------- |
| Bretelles grandes liaisons d’aménagement du territoire          | 511 586                         | 3 289 621         | 15,6      |
| Bretelles routes nationales de liaison                          | 263 734                         | 2 064 687         | 12,8      |
| Bretelles routes nationales ordinaires                          | 62 096                          | 1 584 790         | 3,9       |
| Bretelles voies à caractère autoroutier                         | 1 105 615                       | 3 673 323         | 30,1      |
| Bretelles voies rapides urbaines de type 50                     | 895 076                         | 1 129 076         | 79,3      |
| total                                                           | 2 838 107                       | 11 741 497        | 24,2      |

Il y a aussi des bretelles sur les autoroutes françaises.

### Bretelles d'Île-de-France, France
En Île-de-France, les bretelles du réseau routier national sont régulées par des feux rouges.